# Гумберт, Николас
Николас Гумберт (нем. Nicolas Humbert; 1958, Германия) — немецкий режиссёр документального кино, автор фильма «Шагни через границу» (совм. с Вернером Пенцелем).

## Биография
Первые фильмы Николаса Гумберта, снятые в формата Super 8, демонстрировали увлечённость автора французским сюрреализмаом.
В 1987 году Гумберт со своим другом Вернером Пенцелем создал киностудию «CineNomad». Вместе они поставили несколько документальных фильмов, наиболее известные из которых — «Шагни через границу» («Step Across the Border») (1990) и «Middle of the Moment» (1995).

## Фильмография
- «Krampus» (1982—1983)
- «Nebel Jagen» (1983—1984)
- «Wolfsgrub» (1985—1986)
- «Lani und die Seinen» (1988—1989, совм. с Вернером Пенцелем)
- «Step Across the Border» (1987—1990, совм. с Вернером Пенцелем)[1]
- «Middle of the Moment» (1990—1995, совм. с Вернером Пенцелем)[2]
- «Null Sonne. No Point» (1997)
- «Vagabonding Images» (1996—1998, совм. с Simone Fürbringer)
- «Why Should I Buy a Bed When All That I Want Is Sleep» (1999)
- «Three Windows» (1993—1999, совм. с Вернером Пенцелем)
- «Brother Yusef» (2004, совм. с Вернером Пенцелем)
- «Lucie et maintenant — Journal nomade» (2007, совм. с Simone Fürbringer)[3]

## Призы, награды
- 1990 — Фильм «Шагни через границу». «Best Documentary», Премия Европейской киноакадемии.
- 1990 — Фильм «Шагни через границу». «Special Mention», Премия Европейской киноакадемии.
- 1990 — Фильм «Шагни через границу». «Images and Documents», Grand Prix International, Figuera da Foz, Португалия.
- 1990 — Фильм «Шагни через границу». «Best Documentary Film», Uppsala Filmkaja, Уппсала, Швеция.
- 1990 — Фильм «Шагни через границу». «Best Documentary Film», Hessian Filmward, Германия.
- 1991 — Фильм «Шагни через границу». «Special Jury Award», Golden Gate Award, Сан-Франциско.
- 2000 — Фильм «Шагни через границу». 100 самых важных фильмов в истории кинематографа по версии кинокритиков журнала Cahiers du cinéma, Париж.